# Памятники южновеликорусского наречия
«Памятники южновеликорусского наречия» — небольшая серия научных публикаций впервые издаваемых текстов (локализованных и датированных), относящихся к произведениям деловой письменности Русского царства конца XVI — первой половины XVII в.
Публикация была подготовлена в Институте русского языка Академии наук СССР доктором филологических наук Сергеем Ивановичем Котковым (1906—1986) и Н. С. Котковой на очень высоком профессиональном уровне. Каждый том снабжен подробными указателями писцов, слов, личных имён и географических названий. В конце томов приведены иллюстративные примеры образцов цитируемых документов.
Первый том был выпущен издательством «Наука» (Москва) в 1977 году, второй — в 1982 году. Третий том вышел в 1990 году, уже после смерти обоих авторов публикации. Последний (четвёртый) том серии был опубликован по подготовленным материалам в 1993 году.

## Список изданий
1977
- Памятники южновеликорусского наречия. Отказные книги / Издание подготовили С. И. Котков, Н. С. Коткова; отв. ред. С. И. Котков. — М.: Наука, 1977. — 360 с. — 2300 экз. (в пер.)

1982
- Памятники южновеликорусского наречия. Таможенные книги. — М.: Наука, 1982. — 344 с. (в пер.)

1990
- Памятники южновеликорусского наречия. Конец XVI — начало XVII в. / Под ред. док. филол. наук С. И. Коткова. — М.: Наука, 1990. — 232 с. — 1000 экз. — ISBN 5-02-010975-4. (в пер.)

1993
- Памятники южновеликорусского наречия. Челобитья и расспросные речи / Издание подготовили С. И. Котков, Н. С. Коткова, Т. Ф. Ващенко, В. Г. Демьянов; отв. ред. В. П. Вомперский. — М.: Наука, 1993. — 240 с. — 520 экз. — ISBN 5-02-011108-2. (в пер.)